# 一フッ化二銀
一フッ化二銀（いちフッかにぎん、英: disilver monofluoride）は、化学式が Ag2F で表される銀のフッ化物である。結晶構造は逆ヨウ化カドミウム型構造で、Ag-F の層に Ag の層が挿入された構造をとる。Ag-Ag 間距離は300, 2.81 Å、Ag-F 間は2.45 Åである。密度は8.57 g/cm3。金属伝導性を持ち、0.65 Kで超伝導性を示す。光に対して安定である。90 °Cで分解する。歯科合金として使われる。
一フッ化二銀はフッ化銀(I)を液体フッ化水素に溶解させた後にコロイド状の銀を加えて製造する。水中では即座に銀とフッ化銀(I)とに不均化する。